# 광주 학산빌딩 붕괴 사고
광주 학산빌딩 붕괴 사고는 2021년 6월 9일 대한민국 광주광역시 동구에서 학동 4구역 재개발을 위해 철거중이던 학산빌딩이 붕괴된 사고이다. 이로 인해 근처를 지나가고 있던 운림 54번 버스가 매몰되었고 버스에 타고있던 9명이 사망하였으며 중상자 8명이 발생하였다.

## 붕괴
건물은 순식간에 7차선 도로변으로 쓰러졌고, 정류장에 막 정차한 시내버스를 그대로 덮쳤다. 당시 맞은편 버스 정류장의 유리가 깨질 정도로 충격이 컸으며 붕괴된 건물의 잔해와 토사의 높이가 10m가 넘었다.
철거 업체는 건물 꼭대기 층부터 차례로 허물겠다는 해체 계획서를 제대로 지키지 않았다. 중간 층부터 무너뜨린 탓에 붕괴가 일어났다. 건물과 차도 간 거리는 3~4m에 불과하고 건물 바로 앞에는 버스 정류장이 있었다. 또한 사고가 사람들과 차량의 통행이 많은 오후 4시 22분에 일어나 큰 인명피해가 발생하였다.

## 여파
해당 건물의 책임자가 도피 3달만에 수사당국에 붙잡혔다.

## 같이 보기
- 삼풍백화점 붕괴 사고
- HDC현대산업개발
- 서프사이드 콘도미니엄 빌딩 붕괴 사고
- 광주 화정 아이파크 외벽 붕괴 사고